# Камісака Секка
Камісака Секка (26 лютого 1866 — 4 січня 1942) — японський художник у стилі модерн. Вважається останнім великим представником традиції школи Рін в японському живописі.

## Життєпис
Походив зі стану самураїв. Народився 1866 року в Кіото. З дитинства виявив хист до малювання. Навчання живопису він почав з 16 років. Спочатку він навчався під керівництвом Судзукі Цуйгена, майстра зі школи Маруяма. З 1888 він став навчатися у Кісі Кокея, представника школи Рін, після чого він став послідовником саме цієї традиційної художньої школи.
У 1901 році Камісака Секка за наказом японського уряду вирушив до Глазго і Парижа задля вивчення європейського промислового дизайну, де на його творчість сильний вплив справив стиль ар-нуво. Того ж року брав участь у Всесвітній виставці в Парижі. В Європі він намагався дізнаватися більше про явище японізму, про те, які елементи японського мистецтва найбільше приваблюють європейську публіку.
Після повернення до Японії почав викладати в новій муніципальній школі мистецтв, що відкрилася в Кіото, паралельно. Тут він і далі експериментував з елементами, стилями та техніками західного мистецтва, намагаючись знайти їм застосування в традиційному японському мистецтві.

## Творчість
Залишився вірним традиційним сюжетам живопису і деяким принципам і технікам школи Ріна, зокрема тарасікомі (техніка в образотворчому мистецтві, де другий шар фарби або чорнила накладається до того, як висохне перший шар). Її застосування представлено на сувої «Дзюродзин». Займався також розписом фусума (найвідомішою роботою є «Бамбук і хвилі»). Разом з тим загалом роботи Секка тяжіли до стилю модерн. Він використовував у роботі яскраві кольори й широкі мазки, його образи перебувають на межі між декоративністю і реалізмом, кольори і мотиви надають зображенню ефект тривимірності. Багато гравюр стилізовано під розпис на ширмах або візерунковий папір чи набивну тканину.
Найкращим доробком вважаються створені ним збірки (ехон) ілюстрацій «Тігуса» («Тисяча трав», 1899 рік) і «Момоягуса» («Світ речей» або «Столітня трава»). Перша являє собою 3 збірки ілюстрацій, на яких відображені трави й рослинна тематика в цілому, а також японські тканини, традиційні речі японського побуту і декору. «Момоягуса» (момоягуса — коммеліна звичайна або богатинка) — це 3 збірки ксилографій-ілюстрацій, які були замовлені приблизно в 1909 або 1910 році видавничою компанією «Унсодо» в Кіото. Японську назву книг взято з твору VIII століття «Колекція з 10 тисяч аркушів» з антології «Манйосю». На 60 ілюстраціях представлено пейзажі, люди, класичні сюжети і нові теми. Збірки уособлюють повне опанування художником майстерністю традиційного стилю школи Рін і його поєднання з інноваціями в мистецтві того часу. Іншими значними збірками ілюстрацій є «Тисяча метеликів» (1903 рік) і «Вірші та малюнки». Зображення метеликів ліричні. Художник змалював екзотичних метеликів в польоті.
Крім живопису, він працював у різних формах декоративно-прикладного мистецтва і дизайну. Створені ним образи відрізняються узагальненістю, тому є віддзеркаленням загальної суті предмета, а не реальним об'єктом. У лакових коробочках для письмового приладдя він застосовує діагональну S-подібну композицію, вона читається завдяки виділенню золотими елементами орнаменту. Маючи найсвітліший тон у всьому зображенні, золоті пластини маки-е задають рух композиції.